# Tresteg för herrar vid olympiska sommarspelen 2004
Tresteg för herrar vid olympiska sommarspelen 2004.

## Medaljörer
| Event   | Guld                     | Guld    | Silver                | Silver  | Brons                   | Brons   |
| Tresteg | Christian Olsson Sverige | 17,79 m | Marian Oprea Rumänien | 17,55 m | Danil Burkenja Ryssland | 17,48 m |

## Resultat
Q = kvalificerad till final automatiskt

q = kvalificerad till final genom att vara en av de bästa "förlorarna"

NR = Nationsrekord

PB = Personligt rekord

SB = Bästa resultat under säsongen

DNS = Startade ej

DNF = Fullföljde ej medaljörer i fetstil

### Kval
| Placering | Grupp | Namn                        | Nationalitet        | 1     | 2     | 3     | Märke | Noteringar |
| --------- | ----- | --------------------------- | ------------------- | ----- | ----- | ----- | ----- | ---------- |
| 1         | A     | Christian Olsson            | Sverige             | 17.68 |       |       | 17.68 | Q          |
| 2         | B     | Yoandri Betanzos            | Kuba                | 17.53 |       |       | 17.53 | Q, PB      |
| 3         | B     | Marian Oprea                | Rumänien            | 17.44 |       |       | 17.44 | Q          |
| 4         | A     | Phillips Idowu              | Storbritannien      | 17.33 |       |       | 17.33 | Q          |
| 5         | B     | Jadel Gregório              | Brasilien           | 17.20 |       |       | 17.20 | Q          |
| 6         | B     | Viktor Gusjtjinskij         | Ryssland            | 16.71 | x     | 17.17 | 17.17 | Q          |
| 7         | A     | Danil Burkenja              | Ryssland            | 16.77 | 16.91 | 17.08 | 17.08 | Q          |
| 8         | A     | Hristos Meletoglou          | Grekland            | 16.75 | 16.50 | 17.06 | 17.06 | Q, SB      |
| 9         | A     | Yoelbi Quesada              | Kuba                | 16.89 | x     | 17.01 | 17.01 | Q          |
| 10        | B     | Kenta Bell                  | USA                 | 16.77 | 16.82 | 16.98 | 16.98 | q          |
| 11        | A     | Walter Davis                | USA                 | 16.28 | 14.77 | 16.94 | 16.94 | q          |
| 12        | A     | Julien Kapek                | Frankrike           | 16.67 | x     | 16.91 | 16.91 | q          |
| 13        | B     | Nathan Douglas              | Storbritannien      | 16.84 | x     | x     | 16.84 |            |
| 14        | A     | Andrew Murphy               | Australien          | 16.59 | 16.82 | x     | 16.82 |            |
| 15        | B     | Li Yanxi                    | Kina                | x     | 16.70 | 16.74 | 16.74 |            |
| 16        | A     | Ibrahim Mohamdein Aboubaker | Qatar               | 15.98 | 16.37 | 16.71 | 16.71 |            |
| 17        | B     | Arnie David Girat           | Kuba                | x     | 16.63 | 16.70 | 16.70 |            |
| 18        | B     | Melvin Lister               | USA                 | 16.62 | x     | 16.64 | 16.64 |            |
| 19        | A     | Andrew Owusu                | Ghana               | 15.85 | x     | 16.64 | 16.64 | SB         |
| 20        | A     | Mjkola Savolajnen           | Ukraina             | 16.56 | 16.48 | 15.57 | 16.56 |            |
| 21        | B     | Fabrizio Donato             | Italien             | 16.16 | 16.45 | 16.34 | 16.45 |            |
| 22        | B     | Momchil Karailiev           | Bulgarien           | x     | 16.45 | x     | 16.45 |            |
| 23        | B     | Viktor Jastrebov            | Ukraina             | 16.43 | 16.32 | x     | 16.43 |            |
| 24        | A     | Ivajlo Rusenov              | Bulgarien           | 16.39 | x     | x     | 16.39 |            |
| 25        | B     | Mohammad Hazzory            | Syrien              | 16.37 | x     | 16.14 | 16.37 |            |
| 26        | A     | Péter Tölgyesi              | Ungern              | 16.33 | 15.74 | 16.36 | 16.36 |            |
| 27        | A     | Leevan Sands                | Bahamas             | x     | x     | 16.35 | 16.35 |            |
| 28        | A     | Randy Lewis                 | Grenada             | x     | x     | 16.33 | 16.33 |            |
| 29        | B     | Godfrey Khotso Mokoena      | Sydafrika           | 16.23 | 16.32 | x     | 16.32 |            |
| 30        | B     | Dmitrij Vaľukevič           | Belarus             | x     | x     | 16.32 | 16.32 |            |
| 31        | B     | Andreas Pohle               | Tyskland            | x     | 16.29 | 16.23 | 16.29 |            |
| 32        | B     | Vladimir Letnicov           | Moldavien           | x     | 15.88 | 16.25 | 16.25 |            |
| 33        | B     | Lauri Leis                  | Estland             | x     | 16.06 | 16.18 | 16.18 |            |
| 34        | A     | Aleksandr Glavatskij        | Belarus             | 16.18 | 15.73 | x     | 16.18 |            |
| 35        | B     | Salem Mouled Al-Ahmadi      | Saudiarabien        | 16.16 | 16.03 | x     | 16.16 |            |
| 36        | A     | LeJuan Simon                | Trinidad och Tobago | x     | 14.75 | 16.16 | 16.16 |            |
| 37        | B     | Boštjan Šimunič             | Slovenien           | x     | x     | 16.07 | 16.07 |            |
| 38        | B     | Takanori Sugibayashi        | Japan               | 15.38 | 15.67 | 15.95 | 15.95 |            |
| 39        | B     | Park Hyung-Jun              | Sydkorea            | x     | 15.84 | x     | 15.84 |            |
| 40        | B     | Nelson Évora                | Portugal            | 15.72 | 15.84 | x     | 15.72 |            |
| 41        | A     | Olivier Sanou               | Burkina Faso        | x     | 15.67 | x     | 15.67 |            |
| 42        | B     | Karl Taillepierre           | Frankrike           | 15.50 | x     | x     | 15.50 |            |
| 43        | A     | Armen Martirosjan           | Armenien            | 15.05 | x     | x     | 15.05 |            |
|           | A     | Charles Friedek             | Tyskland            | x     | —     | —     | NM    |            |
|           | A     | Vitalij Moskalenko          | Ryssland            | x     | x     | x     | NM    |            |
|           | A     | Berk Tuna                   | Turkiet             | x     | x     | —     | NM    |            |
|           | A     | Roman Valijev               | Kazakstan           | x     | x     | x     | NM    |            |
|           | A     | Sergej Botjkov              | Azerbajdzjan        |       |       |       | DNS   |            |

### Final
Hölls 22 augusti 2010 klockan 20:10
| Placering | Namn                | Nationalitet   | 1     | 2     | 3     | 4     | 5     | 6     | Resultat | Noteringar |
| --------- | ------------------- | -------------- | ----- | ----- | ----- | ----- | ----- | ----- | -------- | ---------- |
| 1         | Christian Olsson    | Sverige        | 17.69 | 17.79 | 17.69 | 16.82 | 17.58 | —     | 17.79    | NR         |
| 2         | Marian Oprea        | Rumänien       | 17.55 | x     | 17.47 | 17.34 | —     | 17.38 | 17.55    | SB         |
| 3         | Danil Burkenja      | Ryssland       | 16.99 | 16.68 | 16.16 | 17.45 | 17.48 | 17.47 | 17.48    |            |
| 4         | Yoandri Betanzos    | Kuba           | x     | 17.47 | x     | x     | 17.24 | x     | 17.47    |            |
| 5         | Jadel Gregório      | Brasilien      | 17.22 | 17.27 | 15.97 | x     | 16.82 | 17.31 | 17.31    |            |
| 6         | Hristos Meletoglou  | Grekland       | 17.13 | x     | 17.10 | 17.05 | 16.65 | 17.06 | 17.13    | SB         |
| 7         | Viktor Gusjtjinskij | Ryssland       | x     | x     | 17.11 | 16.27 | 16.95 | x     | 17.11    |            |
| 8         | Yoelbi Quesada      | Kuba           | 16.93 | x     | 16.96 | x     | x     | —     | 16.96    |            |
| 9         | Kenta Bell          | USA            | 16.90 | x     | 16.39 |       |       |       | 16.90    |            |
| 10        | Julien Kapek        | Frankrike      | x     | 16.79 | 16.81 |       |       |       | 16.81    |            |
| 11        | Walter Davis        | USA            | 16.78 | 16.65 | 16.59 |       |       |       | 16.78    |            |
|           | Phillips Idowu      | Storbritannien | x     | x     | x     |       |       |       | NM       |            |

## Rekord
| Typ                    | Rekord  | Rekordinnehavare             | Datum           | Plats                  |
| ---------------------- | ------- | ---------------------------- | --------------- | ---------------------- |
| Världsrekord           | 18,29 m | Jonathan Edwards, GBR        | 7 augusti 1995  | Göteborg, Sverige      |
| Olympiskt rekord       | 18,09 m | Kenny Harrison, USA          | 27 juli 1996    | Atlanta, USA           |
| VM-rekord              | 18,29 m | Jonathan Edwards, GBR        | 7 augusti 1995  | Göteborg, Sverige      |
| Juniorvärldsrekord     | 17,50 m | Mai Voelker, GDR             | 23 juni 1985    | Erfurt, Östtyskland    |
| Afrikanskt rekord      | 17,34 m | Mdhlongwa Ndabazihle, ZIM    | 28 mars 1998    | Lafayette, USA         |
| Asiatiskt rekord       | 17,35 m | Oleg Sakirkin, KAZ           | 5 juni 1994     | Moskva, Ryssland       |
| Europarekord           | 18,29 m | Jonathan Edwards, GBR        | 7 augusti 1995  | Göteborg, Sverige      |
| Nordamerikanskt rekord | 18,09 m | Kenny Harrison, USA          | 27 juli 1996    | Atlanta, USA           |
| Oceaniskt rekord       | 17,46 m | Ken Lorraway, AUS            | 7 augusti 1982  | London, Storbritannien |
| Sydamerikanskt rekord  | 17,89 m | Joao Carlos de Oliveira, BRA | 15 oktober 1975 | Mexico City, Mexiko    |

## Tidigare vinnare

### OS
- 1896 i Aten: James Connolly, USA – 13,71
- 1900 i Paris: Meyer Prinstein, USA – 14,47
- 1904 i S:t Louis: Meyer Prinstein, USA – 14,35
- 1906 i Aten: Peter O’Connor, Storbritannien  - 14,08
- 1908 i London: Timothy Ahearn, Storbritannien – 14,92
- 1912 i Stockholm: Gustav ”Topsy” Lindblom, Sverige – 14,76
- 1920 i Antwerpen: Viljo Tuulos Finland – 14,50
- 1924 i Paris: Nick Winter, Australien  – 15,53
- 1928 i Amsterdam: Mikio Oda. Japan  – 15,21
- 1932 i Los Angeles: Chuhei Mambu, Japan – 15,72
- 1936 i Berlin: Naoto Tajuma, Japan – 16,00
- 1948 i London: Arne Åhman, Sverige – 15,40
- 1952 i Helsingfors: Ademar Ferreira da Silva, Brasilien – 16,22
- 1956 i Melbourne: Ademar Ferreira da Silva, Brasilien – 16,35
- 1960 i Rom: Jozef Schmidt, Polen – 16,81
- 1964 i Tokyo: Jozef Schmidt, Polen – 16,85
- 1968 i Mexico City: Viktor Sanejev, Sovjetunionen – 17,39
- 1972 i München: Viktor Sanejev, Sovjetunionen – 17,35
- 1976 i Montréal: Viktor Sanejev, Sovjetunionen – 17,29
- 1980 i Moskva: Jaak Uudmae, Sovjetunionen – 17,35
- 1984 i Los Angeles: Al Joyner, USA – 17,26
- 1988 i Seoul: Hristo Markov, Bulgarien – 17,61
- 1992 i Barcelona: Mike Conley, USA – 18,17
- 1996 i Atlanta: Kenny Harrison, USA – 18,09
- 2000 i Sydney: Jonathan Edwards, Storbritannien – 17,71

### VM
- 1983 i Helsingfors: Zdzislaw Hoffman, Polen – 17,42
- 1987 i Rom: Hristo Markov, Bulgarien – 17,92
- 1991 i Tokyo: Kenny Harrison, USA – 17,78
- 1993 i Stuttgart: Mike Conley, USA – 17,86
- 1995 i Göteborg: Jonathan Edwards, Storbritannien – 18,29
- 1997 i Aten: Yoelbi Quesada, Kuba – 17,85
- 1999 i Sevilla: Michael Friedek, Tyskland – 17,59
- 2001 i Edmonton: Jonathan Edwards, Storbritannien – 17,92
- 2003 i Paris: Christian Olsson, Sverige – 17,72